# Белоция
Белоция, или африканская гису, или африканская птеротрисса (лат. Pterothrissus belloci) — вид лучепёрых рыб семейства альбуловых. Обитают в юго-восточной и центрально-восточной Атлантике между 22° с. ш. и 24° ю. ш. и между 18° з. д. и 15°в. д. Встречаются на глубине до 500 м. Достигают длины 40 см. Представляют незначительный интерес для коммерческого промысла.

## Описание
Удлинённое тело с округлым брюшком слегка сжато с боков. Высота тела в 4,8—5,0 раз меньше длины. Голова сужается, рот полунижний. Глаза 1,2 раза меньше межглазничного пространства. Верхняя челюсть не доходит до вертикали переднего края глаз. Длинный спинной плавник начинается приблизительно у вертикали основания грудных плавников. Короткий анальный плавник расположен под задней частью спинного плавника. Грудные плавники находятся близко к брюху. В основаниях брюшных плавников есть аксиллярные чешуи. Боковая линия прямая.
В спинном плавнике 51—59 лучей; в анальном 12—14; в грудных 15—16; в брюшных 10; жаберных тычинок на 1-й дуге (4—8) + (12—15); чешуй в боковой линии 85—90.
Дорсальная поверхность серовато-жёлтая или буро-серая, бока серебристые, плавники светлые, концы хвостового плавника тёмные.

## Ареал и среда обитания
Белоция обитает у берегов Западной Африки от Мавритании на севере до Уолфиш-Бей (несколько южнее) на юге. Эта батидемерсальная рыба, встречается на глубинах 20—500 м, чаще — от 100—200 до 400—500 м..

## Биология
Размножение, вероятно, круглый год при температуре около 18 °С. Личинки — лептоцефалы. Достигает длины 40 см и массы 387 г. У рыб длиной 23—29 см средняя масса в уловах 130 г, 30-31 см — 300—340 г.

## Взаимодействие с человеком
Представляет незначительный интерес для коммерческого промысла. Мясо довольно костлявое. Средние уловы отечественных судов к северу и югу от устья реки Конго, в водах Анголы на глубинах 200—500 м составляли 200—400 кг/ч траления. Учтённые мировые уловы белоции: 1989 г. — 27 т, 1990 г. — 24 т. Белоцию промышляют тралами. Международный союз охраны природы присвоил виду охранный статус «Близкий к уязвимому положению».